# 超時空要塞Zero
Macross Zero是1980年代日本著名科幻戰爭動畫超時空要塞的前傳故事，也是21世紀的第一部超時空要塞系列作品，以蘇聯並未於20世紀90年代解體的架空平行世界為舞台，描述第一代超時空要塞中所提及，人類為爭奪外星科技而爆發的統合戰爭。為接續90年代後真實世界之現況，故全片有不少現代武器登場的場面。全劇共五集，於2002至2004年以OVA之形式發行。 

## 故事簡介
1999年，一顆巨大隕石墜落在南太平洋亞塔利亞島。經過調查之後發現，宇宙中有可能為人類歷史上最大強敵的高等生物存在，於是各國政府凍結了國家之間的利害關係，成立了統合軍，意圖整合世界現有國家組成單一人類政府，並開始重建這艘代號為 ASS-1 的外星太空船。
然而，也就是在這個時候，以蘇聯為首的華約集團，卻主張應重視各國之間文化的差異，而反對這項同盟，並組成反統合軍同盟，與由西方國家主導的統合軍對抗。在2000到2007年之間，雙方為取得外星人的遺跡與科技而在世界各地進行激烈的爭奪與互角。後世稱為（第一次）統合戰爭。
2008年，統合戰爭告一段落，反統合軍勢力亦大致遭到壓制。據報在南太平洋的瑪雅島上發現外星人的遺跡，統合軍便出動特遣艦隊前往回收。然而，同樣得知消息的反統合軍同盟殘存勢力也派出了特遣艦隊，企圖搶在統合軍之前回收這項重要的技術，並扳回當前的頹勢。雙方在這座太平洋小島的周邊，展開了一場激烈的海空大戰。
此時，主角工藤真以統合軍戰鬥機飛行員的身分，加入了這場戰鬥。

## 主要人物
工藤 真（声：鈴村健一）
男主角，18歲，日裔美籍，統合軍戰鬥機飛行員。故事開始時與萊斯利一起乘坐的F-14被反統合突襲墜機後獨自飄流到馬雅島並被當地原住民救治，與當地原住民的巫女少女莎拉對文明發展的方向有著分岐，兩人卻又互相有著微妙的感情，後續兩人逐漸互相了解。同時莎拉的妹妹活潑的少女瑪奧對他有著好感，當瑪奧帶著他浮潛到海中去看鳥之人的頭部時，工藤真因為看見到鳥之人的頭部張開眼睛而一時吃驚忘了閉氣，瑪奧便吻了他並將氧氣遞給他，同時反統合軍發現了島之人的頭部而對來奪取，萊斯利將VF-0開到海上去接應他們，兩人開著VF-02將瑪奧送回村並分附莎拉帶著村民去避難，其後在空戰中被反統合軍的諾拉的SV-51擊墮後與莎拉一起去尋找掉落在島中的鳥之人頭部時而互相傾吐心事。其後莎拉與鳥之人的頭部被反統合軍擄走，在瑪奧豉勵下與福克一起前去拯救莎拉和阿莉絲透納，卻在莎拉面前被反統合軍的諾拉擊中，因而令莎拉使鳥之人醒覺，失去意識的莎拉成為了鳥之人的攻擊中樞並對周圍進行無差別攻擊，工藤真在瑪奧的提示下將VF-0的所有武裝解除而成功喚醒了莎拉，可是這時統合軍卻以反應彈攻擊鳥之人，莎拉以鳥之人的力場保護了瑪雅島後便因為鳥之人的嚴重受創而突然帶著她進行空間跳躍後消失。同時工藤真的VF-0因為失去了動力而墮海時聽到莎拉的歌聲，並出現了莎拉雙手的影子按著工藤真的手，幫助他的VF-0像海鳥般滑翔入海中後再飛上天空和VF-0化作飛鳥的畫面。
莎拉 諾姆（声：小林沙苗）
女主角之一，16歲，瑪雅島原住民，生於世代咒術師（巫師）之家，身為守護瑪雅島之古代文明的巫女「風之引導者」，外柔內剛，重視傳統價值，因為小時候曾被哈斯福博士誘惑並偷取了她的巫女之血，所以對現代文明懷有敵意與不信任。對飄流到來的工藤真十分警惕，但又一直對工藤真有著莫明的好感，後續兩人逐漸互相了解。後在鳥之人頭部爭奪戰中被擄，前來拯救的工藤真在她面前中彈，令她以為工藤真戰死而令鳥之人醒覺。鳥之人問她人類是否已經能製造出宇宙航行的飛船，她回答了是，鳥之人再問她人類是否已經停止了戰爭，她回答了沒有，因此鳥之人決定在人類未將戰爭的種子撒播到宇宙之前將人類消滅掉，而失去意識的她便成為了鳥之人的控制中樞。最後工藤真成功令在控制鳥之人攻擊中的她回復了意識，但因為統合軍以反應彈攻擊鳥之人而將工藤真推開，並以鳥之人的力場反過來將擊中鳥之人的反應彈所產生的爆炸能量對外屏障了而成功保存了馬雅島後，鳥之人因為嚴重受創而突然帶著她進行空間跳躍後消失從此生死不明，故事最後工藤真的VF-0因為失去了動力而墮海中出現了她幫助工藤真像海鳥般滑翔入海中後再飛上天空和VF-0化作飛鳥的畫面，後來有傳說她是隨著鳥之人到了宇宙旅行。
瑪奧 諾姆（声：南里侑香）
女主角之一，莎拉的妹妹。13歲，性格活潑開朗，與姊姊莎拉相反，對現代文明懷有好奇與期待。其後接受了鳥之人的血而令她與姊姊莎拉一樣地擁有著巫女「風之引導者」的能力。鳥之人故事以後，經歷了對祖拿達人的戰爭，其後得到博士學位並成为第117次調查團船的團長並發表Vajra與V型感染病的第一篇研究論文。在Macross Frontier故事中劇情透露了她有一位女兒，瑪奧將她以空間水晶所做的耳飾交給了女兒之後由外孫女「銀河妖精」雪露·諾姆繼承，因這耳飾中的空間水晶的增幅反應而使雪露的歌聲也能像蘭花．李一樣影嚮Vajra。A.D.2048瑪奧在Global星因為Vajra的突然出現並襲擊調查船團Gallia4而遇難（在故事中並未確實提及其死訊的証實）。
羅伊 弗克（声：神谷明）
26歲，統合軍上尉飛行員，也是統合軍陣營著名的空戰英雄，與透納博士曾有過一段感情，因為友人在戰爭中死去而決定參軍成為了統合軍的王牌並負責帶領在前線的新手機司使用新投入戰役的VF-0作戰。為了救出與莎拉一同被擄的透納博士，而帶領工籐真一起出戰，可惜當救出透納博士時她已經身受重傷，透納博士對他說出”我愛你，這就是很簡單嘛”後便香消玉殞了。在鳥之人故事以後，成為了教導一條輝飛行技術的師傅，並以少校的軍階成為統合軍的王牌及出任ASS-1馬克羅斯與傑特拉帝人對戰初期的骷髗編隊隊長，此為後話。
阿莉絲 透納（声：進藤尚美）
26歲，文化人類學者，弗克大學時代同學，受雇於統合軍政府調查外星人遺跡。是投入敵方的反統合軍作為主持鳥之人爭奪戰的哈斯福博士的愛徒，與莎拉一起跟鳥之人的頭部被反統合軍擄去而再遇已加入反統合軍並主導這次鳥之人爭奪戰的老師哈斯福博士，最後被弗克救出時已身負重傷，在死前對弗克說出『我愛你，這是很簡單嘛』後便香消玉殞。
奴土克（声：大木民夫）
瑪雅島上的長老，有著大智慧的老人，使族人以古老的儀式將接受了鳥之人血液而暈迷的瑪奧喚醒，並使瑪奧的巫女能力醒覺。
艾格 萊斯利（声：小森創介）
工藤真駕駛F-14時的雷達攔截官，命很硬的傢伙，跟著工藤真兩次墮機也能拾回性命，故事最後時打暈了彈射跑道的控制員幫助去拯救莎拉和透納的工藤真與福克的VF-0起飛。
中島 雷造（声：有本欽隆）
飛鳥Ⅱ號航空母艦的機工長，告誡福克及工蕂真要像對待女人一樣的溫柔地去駕御戰機，有著最愛看著那些為女人而拼命的小伙子的言論。
諾拉 波爾楊斯基（声：高山南）
反統合軍陣營王牌飛行員，因曾受害於統合軍故對統合政府懷有極大的憎惡，故事中透露她的父母及妹妹被統合虐殺，及令她的胸腹有著很嚴重的疤痕，在瑪雅島上多次與工蕂真交戰，最後在與工蕂真的激戰中被鳥之人的無差別攻擊中她的SV-51被掃中身亡。
伊凡諾夫（声：大友龍三郎）
反統合軍陣營王牌飛行員，傭兵。統合戰爭前，曾是統合軍空戰英雄福克的飛行教官，今受雇於反統合軍陣營。與諾拉是戀人關係，諾拉被鳥之人擊中身亡後，他的SV-51瘋狂地衝向鳥之人攻擊時被鳥之人擊中身亡。
哈斯福博士（声：野澤那智）
原始文明研究者，也是阿莉絲透納在學生時代的老師。十一年前曾到過瑪雅島，见到了島上的古代文明壁畫，並強取了莎拉的巫女之血。後加入反統合軍主導了這場鳥之人爭奪戰，但他的真实目的却是使鸟之人苏醒，从而实现使世界毁灭后再重生的预言与理想。最后在学生阿莉絲的陪伴下，心怀对旧世界毁灭的期待而安然死去。

## 登場武器
統合軍
- 格魯曼，F-14雄貓式戰鬥機
- 格魯曼，S-3維京式反潛機
- 希可爾斯基，SH-60海鷹直昇機
- 諾格／洛克威爾，VF-0"鳳凰"
- 防空自走砲
- 怪獸原型機
- 尼米茲級核動力航空母艦
- 伯克級飛彈驅逐艦
- CVN-99 "飛鳥Ⅱ"

反統合軍陣營
- 米高楊-格里維奇，米格-29戰鬥機
- 蘇霍伊／IAI/都尼爾 SV-51
- 機器人章魚
- アゥエルシュテット潜水母舰

## 主題歌

### 片頭歌曲
『ARKAN』
作詞 - Holy Raz／作曲・編曲 - 蓜島邦明／歌：Holy Raz
（第1話片尾歌曲）

### 片尾歌曲
『Life Song』
作詞・作曲・編曲 - 蓜島邦明／歌 - 福岡ユタカ(Yen Chang)with Holy Raz
（第2話）
『yanyan』
作詞・作曲・編曲 - 蓜島邦明／マヤン語協力 - 河森正治／歌 - 南里侑香
（第3話）
『Forest Song』
作詞・編曲 - 蓜島邦明
（第4話）

## 相关产品

### CD
*「マクロス ゼロ ORIGINAL SOUNDTRACK 1」 2003年1月22日发售
1. Life Song / singing by Yutaka Fukuoka (Yen Chang) with Holy Raz
2. ARKAN ~PART 1~ / singing by Holy Raz
3. VF-Zero
4. 鳥の人
5. Sky Shine
6. Forest Song
7. Welcome
8. 滅びの風
9. 海聖
10. counter clockwise
11. crack radio
12. MAO
13. Totem Spell
14. GAN BORA
15. Prayer
16. MAYAN
17. ARKAN ~PART 2~ / singing by Holy Raz

*「マクロス ゼロ ORIGINAL SOUNDTRACK 2」 2004年11月10日发售
1. yanyan(japanese version)(Yuka Nanri)
2. ground operation
3. HOROBI NO UTA(Holy Raz,Fumio Onuki)
4. MORI NO UTA
5. God territory
6. airborne troops
7. up ward
8. oneself done
9. charge
10. alpha
11. mystic air
12. across the sea
13. MACROSS track
14. HOROBI-2(Holy Raz,Fumio Onuki)
15. yanyan(mayan version)(Yuka Nanri)〈デジパック仕様〉(Digital Pack)

### OVA DVD&BD
- Macross Zero 第一章「海と風と」 2002年12月21日发售
- Macross Zero 第二章「地上の星」 2003年5月23日发售
- Macross Zero 第三章「蒼き死闘」 2003年11月28日发售
- Macross Zero 第四章「密林」　　 2004年5月28日发售
- Macross Zero 最終章「鳥の人」 　2004年10月22日发售
- Macross Zero Blu-ray Disc BOX   2008年8月22日发售

## 外部連結
- MACROSS ZERO Official Web Site （页面存档备份，存于）（日語）